# Cynthia Dotsey
Cynthia Dotsey es una deportista ghanesa que compitió en taekwondo. Ganó dos medallas de bronce en el Campeonato Africano de Taekwondo en los años 2003 y 2009.

## Palmarés internacional
| Campeonato Africano | Campeonato Africano | Campeonato Africano | Campeonato Africano |
| Año                 | Lugar               | Medalla             | Categoría           |
| ------------------- | ------------------- | ------------------- | ------------------- |
| 2003                | Abuya (Nigeria)     | Medalla de bronce   | –63 kg              |
| 2009                | Yaundé (Camerún)    | Medalla de bronce   | –62 kg              |